# Božo Vuletić
Božo Vuletić, född 1 juli 1958 i Dubrovnik, är en före detta jugoslavisk vattenpolospelare. Han tog OS-guld 1984 med Jugoslaviens landslag.
Vuletić spelade sju matcher och gjorde fem mål i den olympiska vattenpoloturneringen i Los Angeles som Jugoslavien vann.